# Dunlap (Iowa)
Dunlap es una ciudad situada en el condado de Harrison, en el estado de Iowa, Estados Unidos. Según el censo de 2010 tenía una población de 1.042 habitantes.

## Geografía
Según la Oficina del Censo de los Estados Unidos, la localidad tiene un área total de 2,96 km², de los cuales 2,92 km² corresponden a tierra firme y el restante 0,04 km² a agua, que representa el 1,35% de la superficie total de la localidad.

## Demografía
Según el censo de 2010, había 1.042 personas residiendo en la localidad. La densidad de población era de 352,03 hab./km². Había 519 viviendas con una densidad media de 175,34 viviendas/km². El 97,98% de los habitantes eran blancos, el 0,67% amerindios, el 0,19% asiáticos y el 1,15% pertenecía a dos o más razas. El 0,77% de la población eran hispanos o latinos de cualquier raza.